# 日本人の宇宙飛行

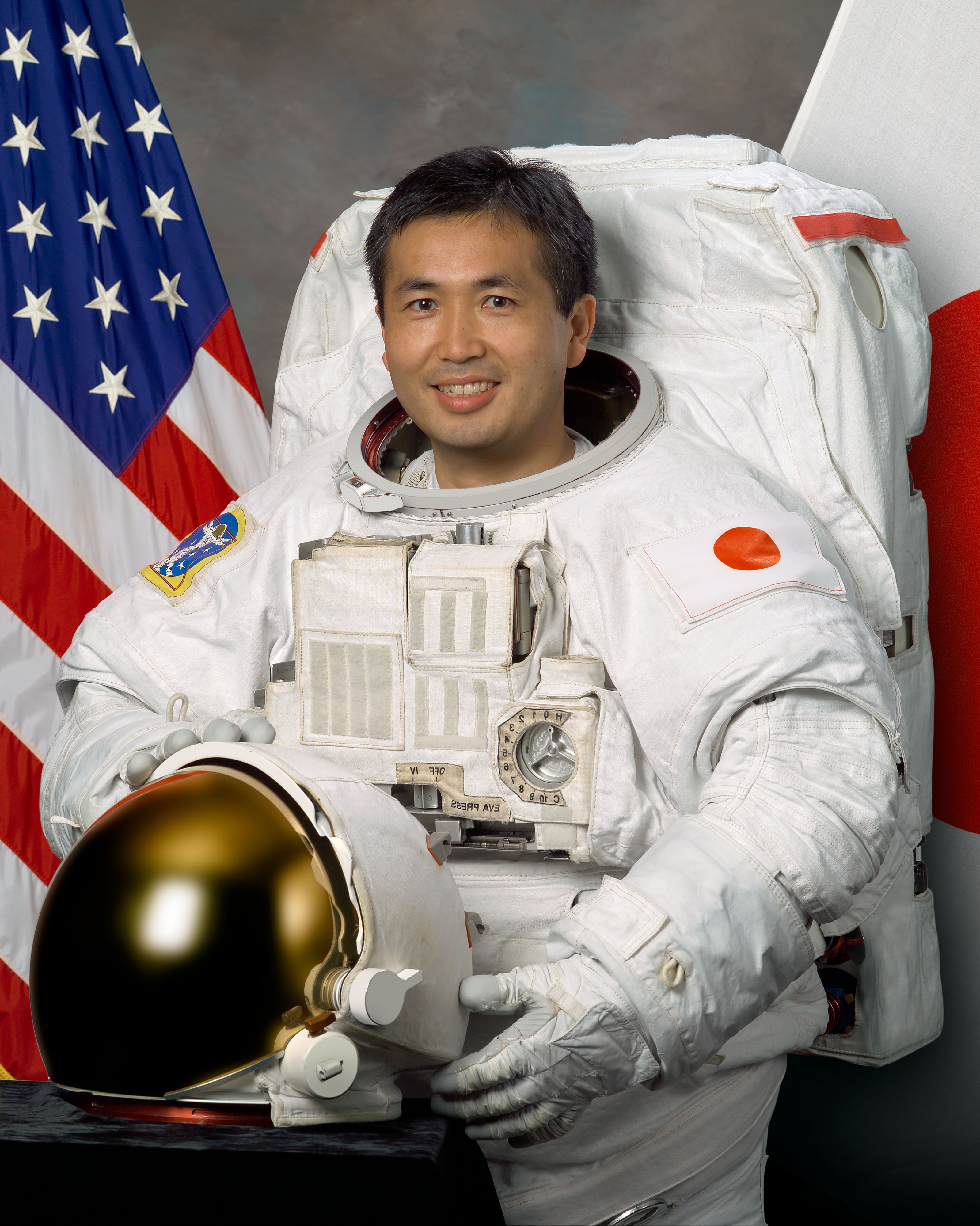
宇宙服を着た若田光一（元JAXA宇宙飛行士グループ長）

本項目では、日本人の宇宙飛行（にほんじんのうちゅうひこう）について述べる。ここでは日本国籍を有する日本人の他にも、参考情報として日本にルーツを有するが日本国籍を有しない日系人についても記載する。また、アメリカ航空宇宙局 (NASA) やロシア連邦宇宙局 (RSA) の正式な資格を有する狭義の宇宙飛行士だけでなく、商業契約による宇宙飛行関係者についても本項に記載する。

## 概要

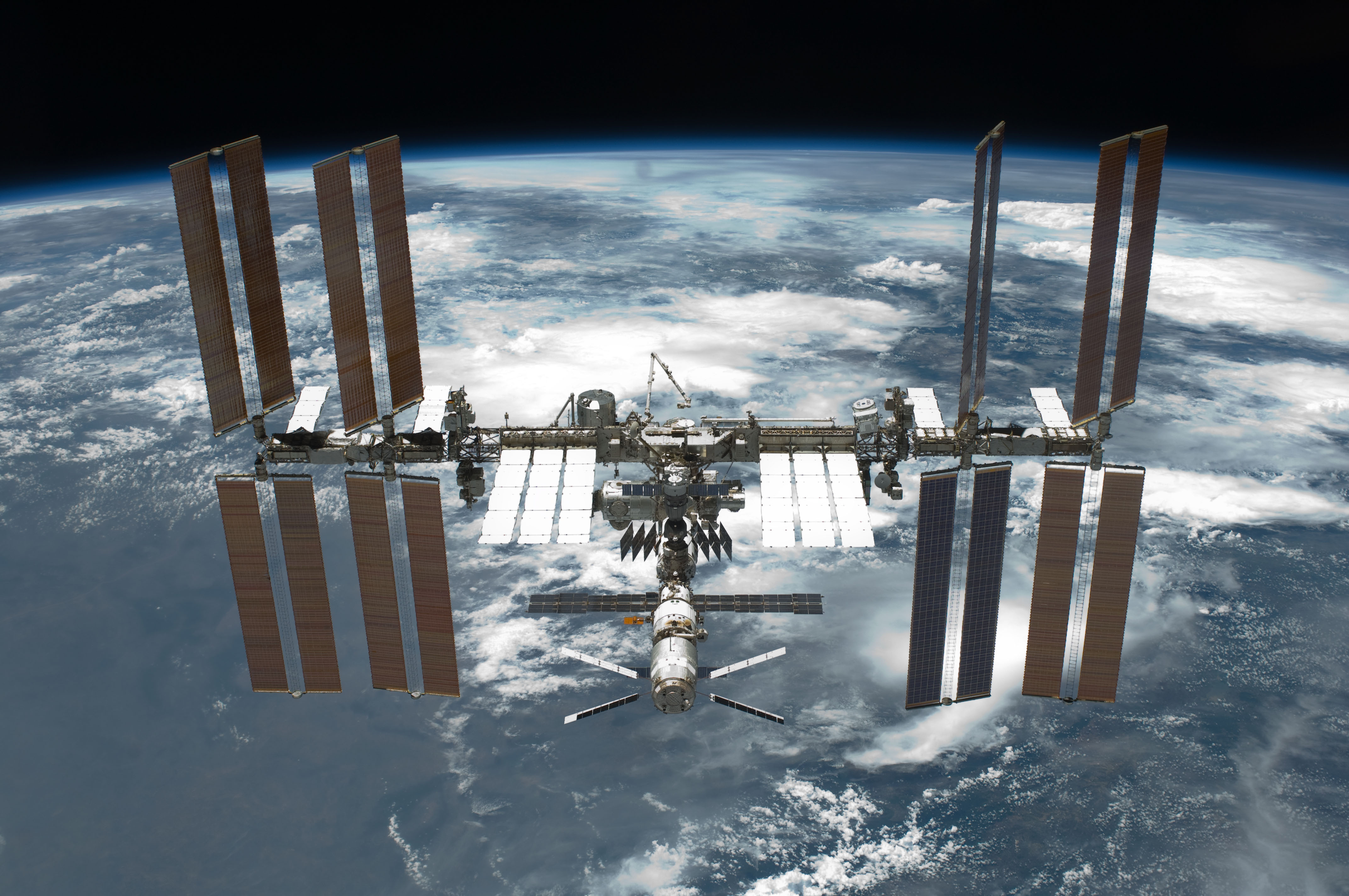
2011年5月30日に撮影された国際宇宙ステーション

日本は現在まで、国内の技術で人間を宇宙空間に送り出し、地球へ帰還させることを実現していない。このため、日本人が宇宙飛行を行うには諸外国の宇宙船を利用するほかなく、現時点では少なくとも2025年頃までは諸外国の宇宙船を利用することを予定している。
日本人の宇宙飛行として主に実施されているのは、日本政府が宇宙開発事業団（NASDA）と後継法人宇宙航空研究開発機構（JAXA）の有人宇宙飛行事業として行っている宇宙飛行である。主な目的は宇宙環境を利用して様々な実験を行うことで、実験場所には当初はスペースシャトルを、2008年以降は国際宇宙ステーション（ISS）を利用している。また、宇宙実験棟「きぼう」を独自に建造・保有しISSに設置しており、きぼうのISSへの取り付け作業やこうのとりによる物資補給などのISSの建設・運用作業にも従事している。2009年からはソユーズを利用して地球とISSを往還している。
古川聡が第29次長期滞在から帰還した2011年11月22日時点で、日本人の累計宇宙滞在時間はアメリカ人、ロシア人に次ぐ第3位となった。
この他に商業契約による宇宙飛行も行われており、日本人初の宇宙飛行となった1990年の秋山豊寛の宇宙飛行は、世界初の商業契約による宇宙飛行であった。
宇宙飛行士になるためには、航空自衛隊に入隊してJAXAに選抜されるか、一般の宇宙飛行士候補者募集に応募するかの2つの方法がある。航空自衛隊経由で選抜される方が倍率は下がるが、日本でトップクラスの人材が集結した上での高倍率には変わりないため、全職業中で最高の難易度であることは変わらない。

## 日本人の宇宙飛行

### 日本人初の宇宙飛行

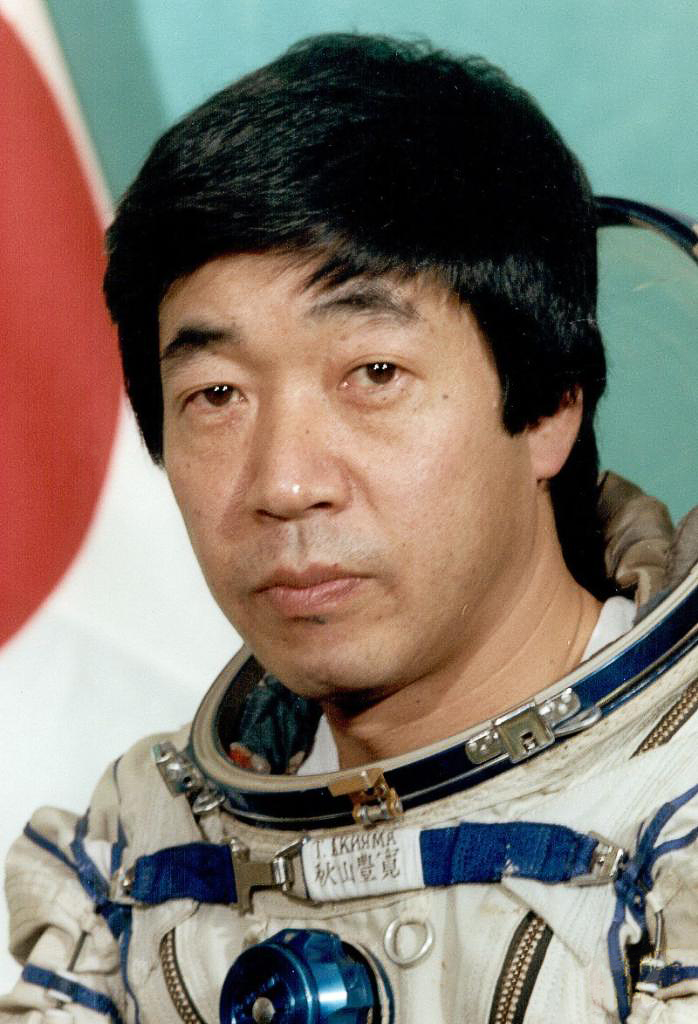
秋山豊寛（1990年）

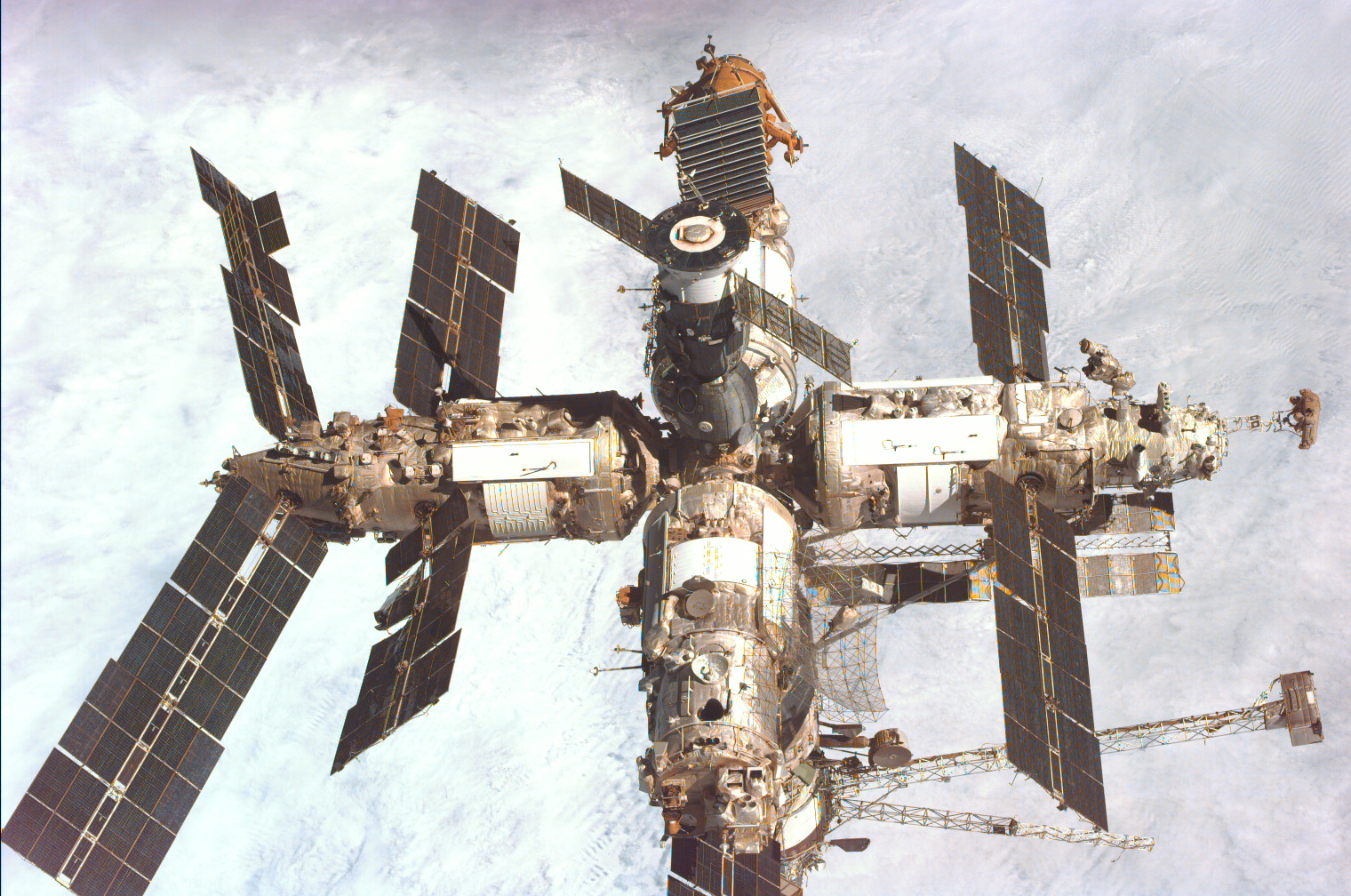
宇宙ステーションミール

日本人初の宇宙飛行は、TBS社員の秋山豊寛が果たした。民間人である秋山の宇宙飛行は、TBSの創立40周年事業で宇宙にジャーナリストを送る「宇宙特派員計画」として旧ソ連のミール宇宙ステーションに派遣したものであり、同社がソ連政府と契約を取り交わして行われている。1989年（平成元年）10月から、ソ連のモスクワ郊外の宇宙飛行士訓練センターで訓練を受け、1990年12月2日、ソユーズ宇宙船TM-11で宇宙に飛び立った。訓練をはじめとする様々な活動はテレビ番組「日本人初!宇宙へ」で放送され、ミール滞在中は生中継を行うなど、宇宙開発（あるいは、冷戦時代は縁遠かったソ連そのもの）の素顔を日本国民に広く紹介した。ミールではニホンアマガエルの生態観察や、秋山が被験者となり睡眠実験が行われた。

### 日本の公的宇宙機関による宇宙飛行事業

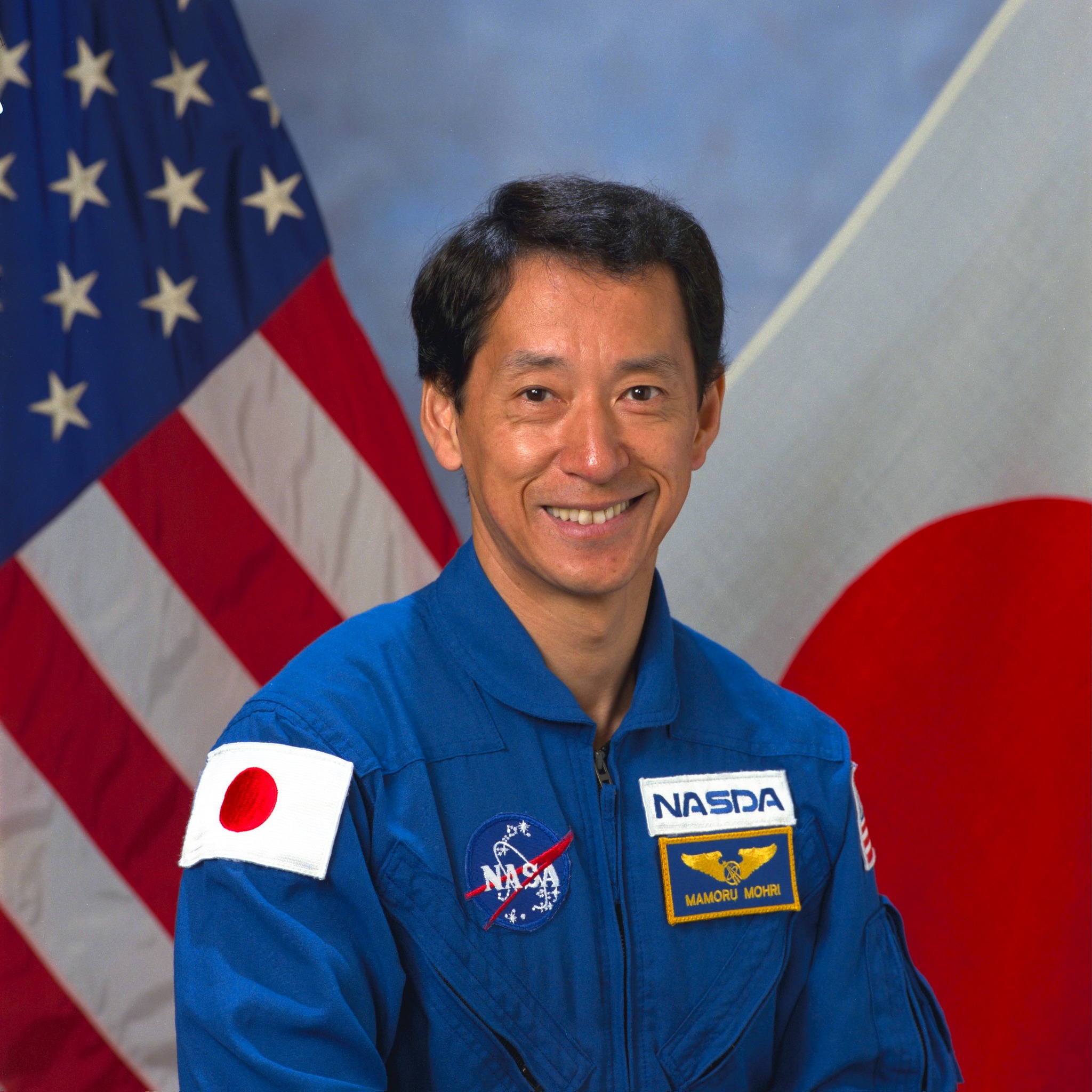
日本人初のスペースシャトル搭乗者となった毛利衛

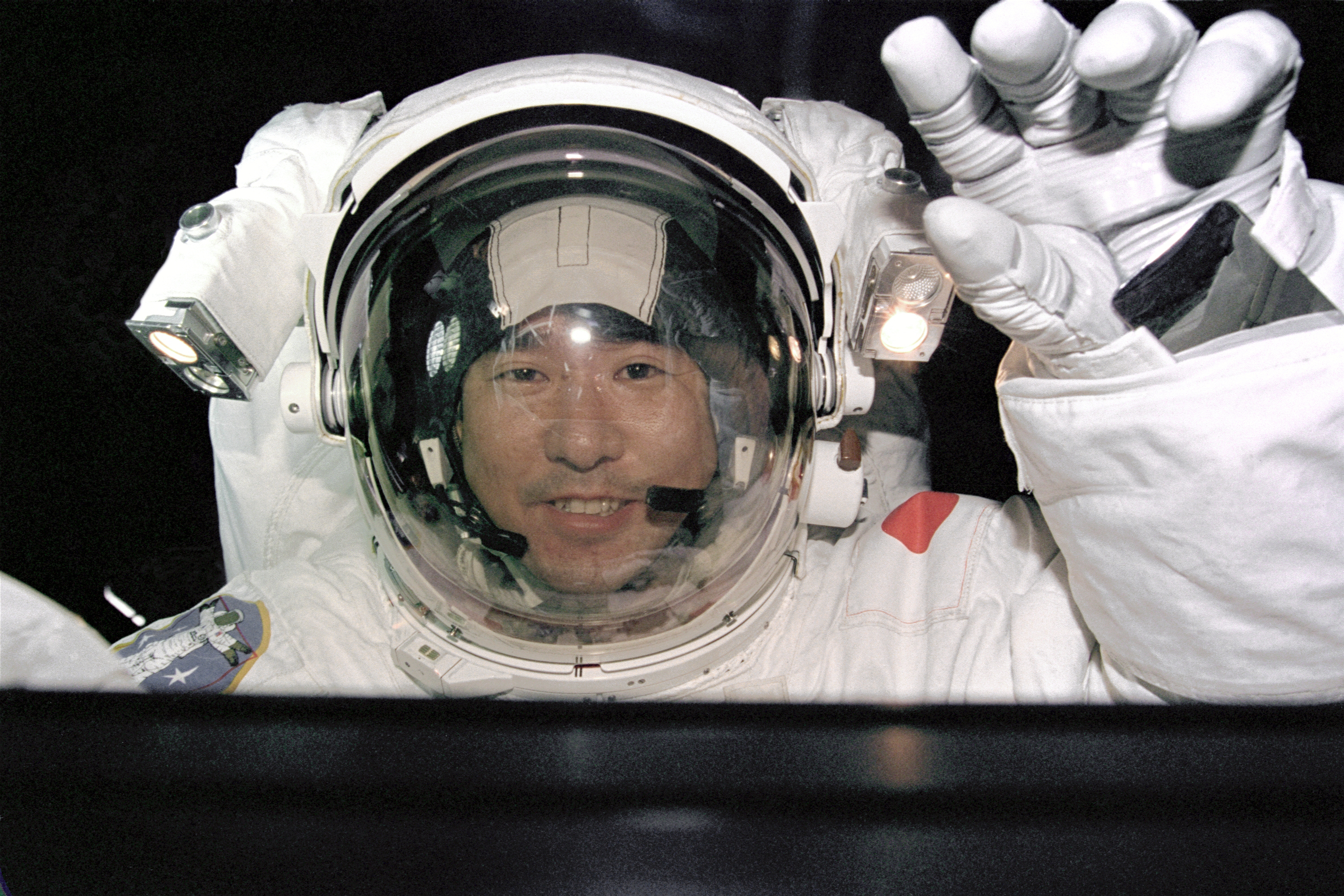
STS-87で日本人初の船外活動を行なう土井隆雄

秋山の飛行以後、日本はアメリカ航空宇宙局（NASA）のスペースシャトルを利用した宇宙開発事業団（NASDA）の有人宇宙飛行事業を通して有人宇宙飛行のノウハウを学ぶことを開始した。そして1992年のSTS-47で、NASDA宇宙飛行士の毛利衛がNASAのペイロードスペシャリストの資格で宇宙飛行を行い、日本人初のスペースシャトル搭乗者にもなった。次に日本人が宇宙飛行をしたのは1994年のSTS-65で、向井千秋は日本人女性で初めて宇宙飛行をした人物となった。
NASAによりミッションスペシャリストの資格（スペースシャトルの運用や船外活動も可能な資格）が国際的に開放されると若田光一が日本人第一号となり、1996年のSTS-72でロボットアームによる衛星捕獲を行い、続いてSTS-87で土井隆雄が初めて宇宙遊泳（船外活動)を行った。
これらの経験は、日本が国際宇宙ステーション（ISS）に設置する宇宙実験棟「きぼう」の開発にも活用されており、日本人宇宙飛行士は、将来的にきぼうを軌道上で組立・操作する立場からきぼうの開発に参加し、使い勝手を検証して設計に役立てたり、運用マニュアルを作成するなどの業務にも従事した。そして1998年からISSの建設が開始されると、日本人宇宙飛行士も一部のフライトに搭乗し建設作業に参加するようになり、2008年からきぼうの一部がISSに打ち上げられ始めると、打ち上げと組立ての際には、必ず日本人宇宙飛行士がシャトルに同乗もしくはISSに滞在し作業を担った。
2003年には、日本の宇宙機関が統一して宇宙航空研究開発機構（JAXA）が設立され、NASDAの有人宇宙飛行事業がそのまま受け継がれた。また同年にはコロンビア号空中分解事故
が発生し一時日本人の有人宇宙飛行も中断することになった。

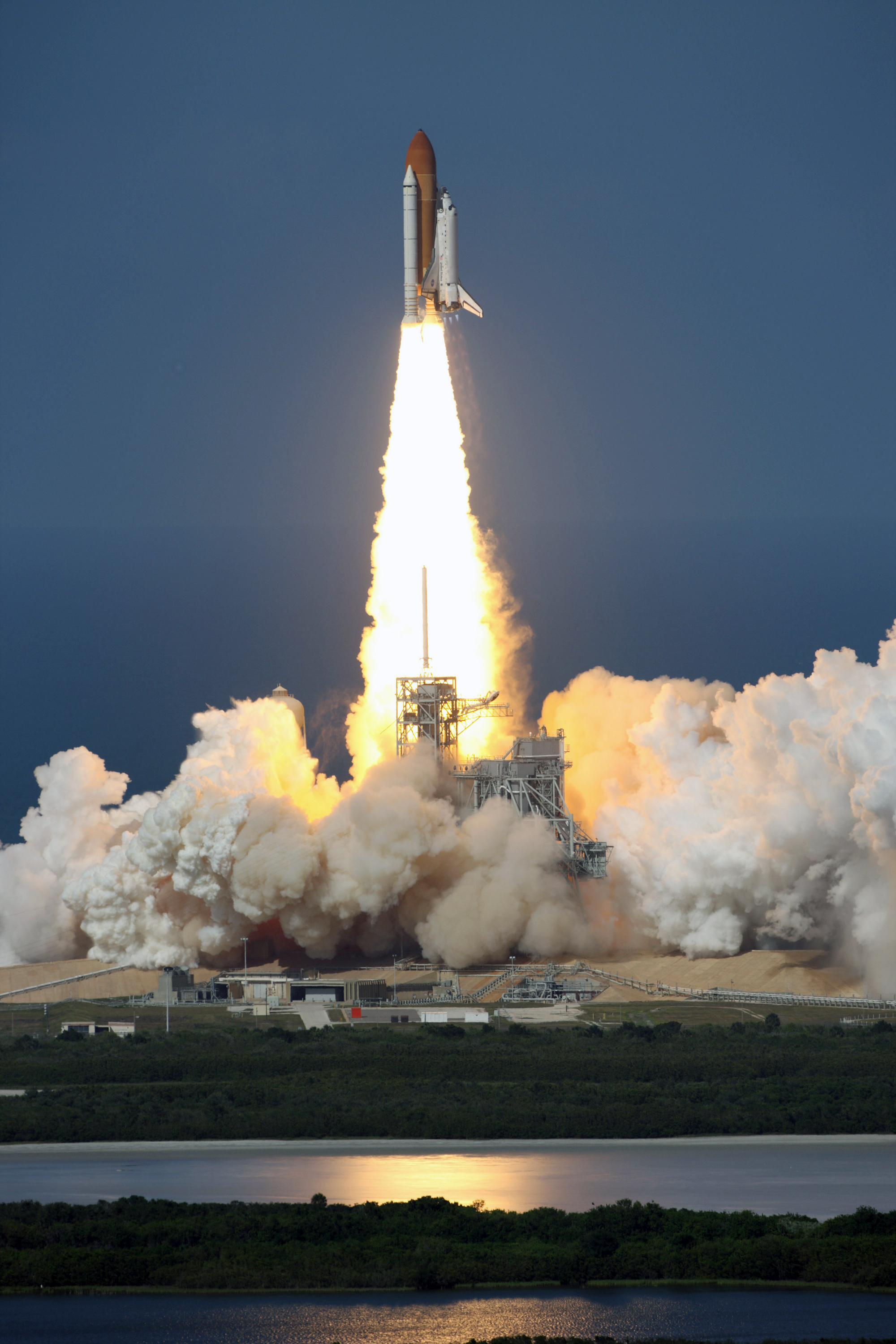
日本の宇宙実験室きぼうと星出彰彦を乗せて離陸するSTS-124ディスカバリー

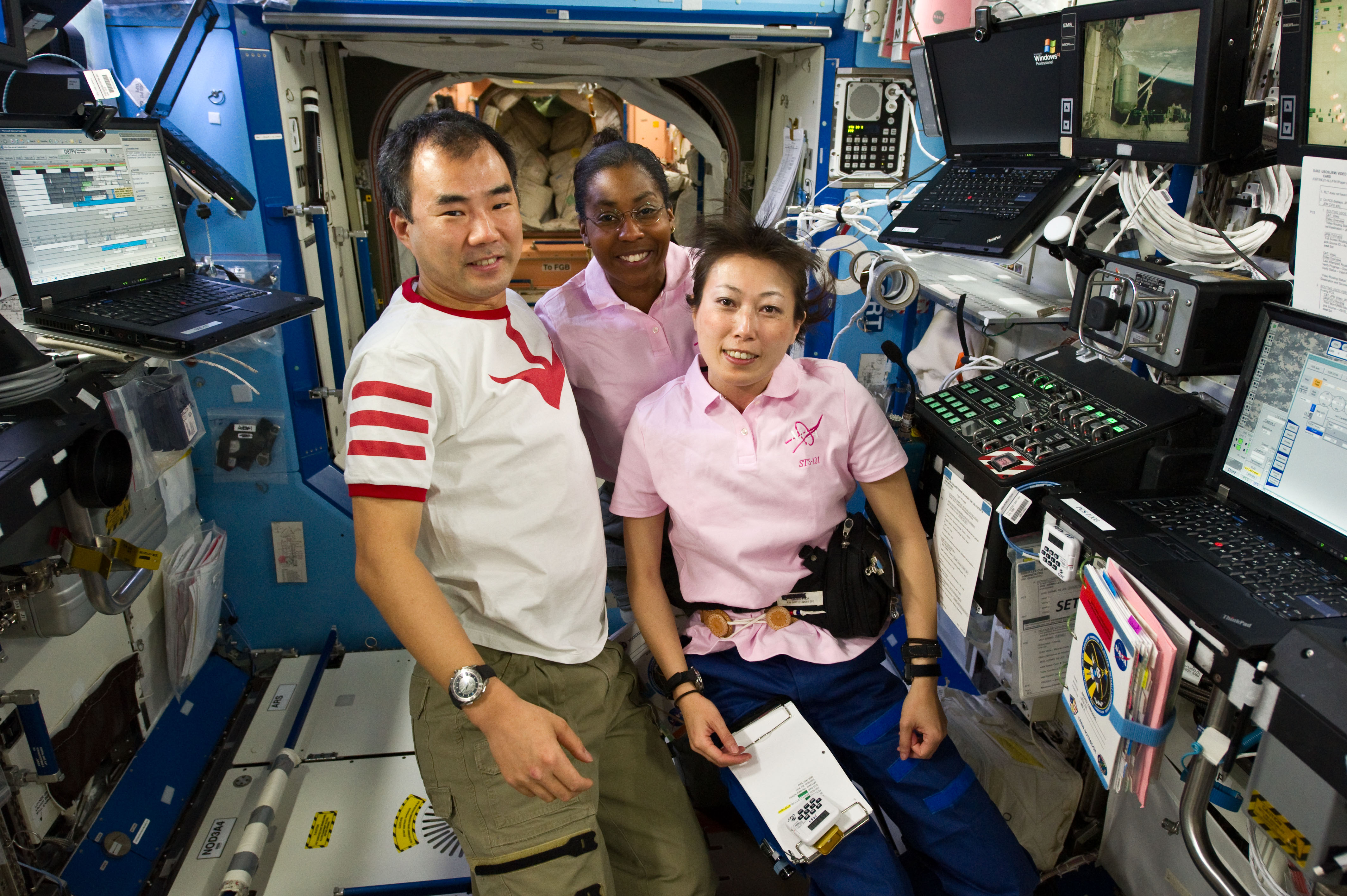
2010年4月には、初めて2名の日本人が宇宙での対面を果たした。長期滞在中（第23次）の野口聡一（左）とシャトルによる短期滞在（STS-131）の山崎直子（右）

2009年の若田光一の第18次・第19次・第20次長期滞在は、日本人で初めてのISS長期滞在となった。また同年からISSの長期滞在人数が従来の3名から6名に拡大されたことで、日・欧・加の宇宙飛行士の宇宙滞在機会が増加することになった。このため、JAXAは訓練やバックアップのため、2009年に大西卓哉、油井亀美也、金井宣茂を宇宙飛行士訓練生として追加採用し、2011年に基礎訓練を終えた3名をJAXA宇宙飛行士に認定した。これら3名の新たな宇宙飛行士が最終訓練を終えて初飛行するのは2014年以降となる。なお、2024年時点までに毛利、向井、土井、山崎、野口、若田が宇宙飛行士を引退している。
また2009年のソユーズTMA-17で、正式な日本人宇宙飛行士の飛行としては初めてソユーズが使用され、野口聡一が日本人としては初めて宇宙船の操縦業務に携わった。
2012年7月時点ではISS利用のための長期滞在が行われており、ソユーズを利用して年間1～2名の日本人が宇宙飛行をしている。

### 民間人による商用宇宙飛行
ソユーズ宇宙船を利用した商用宇宙飛行として、日本人で最初に計画が明らかになったのは実業家（元ライブドア幹部）の榎本大輔で、2006年の飛行を予定していたが、宇宙飛行士であるための「健康上の問題」を理由に延期され、後に契約は解除された。2008年には宇宙旅行契約の相手先だったスペース・アドベンチャーズに対して旅行費用（日本円で約22億円）の返還を求めて提訴し、最終的に和解したことが2009年に明らかにされた（和解内容は非公開）。
次いで、クリエイティブディレクターの高松聡が、飛行を予定していたサラ・ブライトマンのバックアップクルーとして2015年に訓練を受けた。ブライトマンが飛行を取りやめた後、高松は「宇宙飛行契約により、2 - 4年後に宇宙に行く」と報じられたが実現することはなく、2020年に明らかにしたところでは、ブライトマンが飛行を辞退したことで「バックアップクルー」という立場から外れたため、訓練が終了しても宇宙飛行士としての認定は得られなかったという。
2021年12月に、実業家の前澤友作と平野陽三がソユーズMS-20を往復に利用したISS滞在を実施、日本人の民間人による初の宇宙旅行となった。

## 日系アメリカ人の宇宙飛行

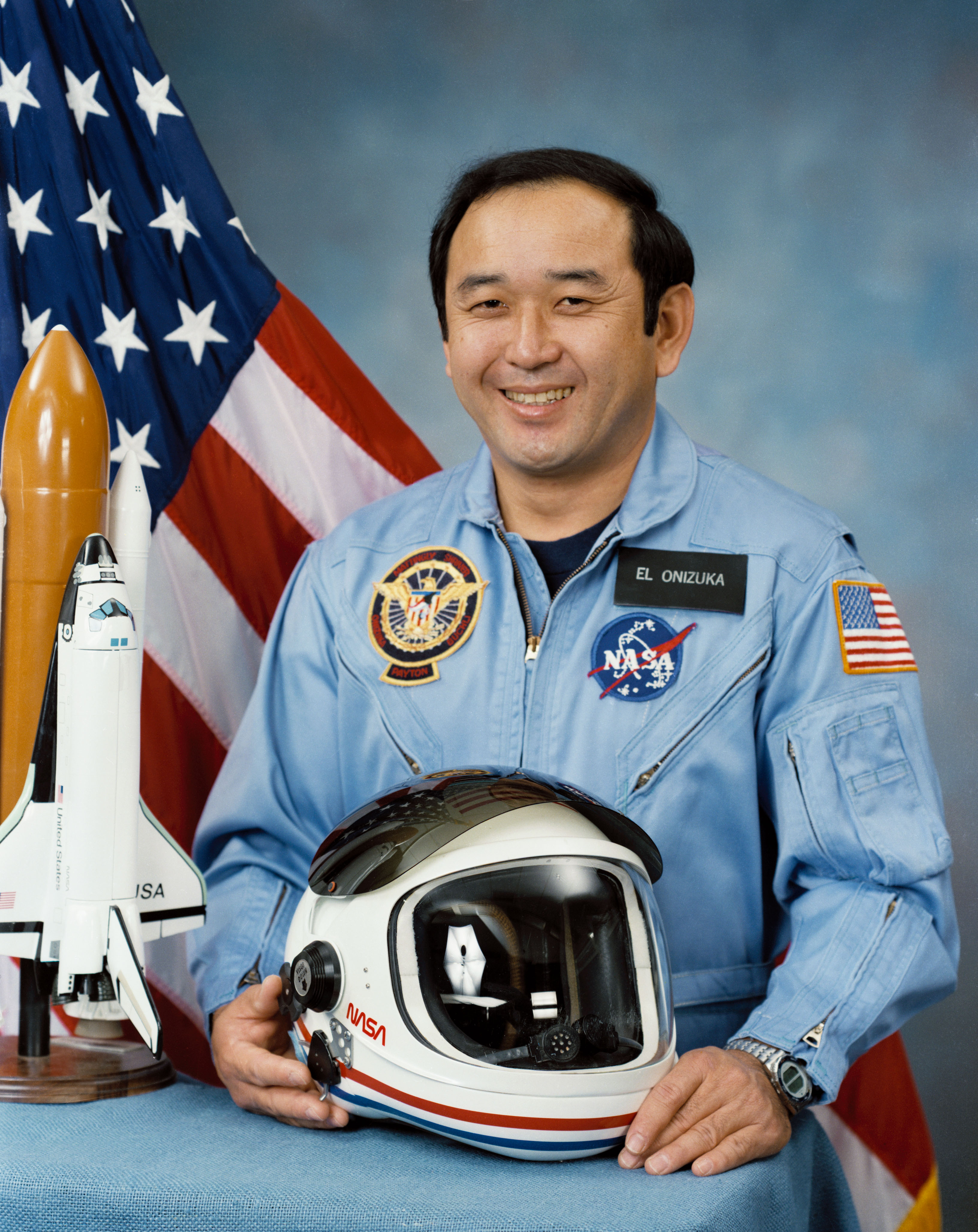
日系人初の宇宙飛行士、エリソン・オニヅカ

スペースシャトルの就役当初、搭乗する宇宙飛行士はアメリカ市民に限られており、日系人の宇宙飛行は、米国ハワイ州の米国籍日系二世であるエリソン・オニヅカが、NASAの宇宙飛行士として成し遂げたものが最初である。オニヅカは2度目の飛行でチャレンジャー号爆発事故に遭い、日系人で最初に宇宙飛行ミッション中に殉職した人物にもなってしまった。オニヅカはハワイ日系人社会を中心に、現在も英雄として記憶され、各地の施設等にも名を残している。オニヅカ以後、NASA宇宙飛行士として飛行した日系人はダニエル・タニのみである。

## 宇宙飛行一覧

### これまでの宇宙飛行一覧
背景色が無色のものは、JAXAまたはNASDAによる日本人の宇宙飛行。■のものは、NASAによる日系人の宇宙飛行。■のものは、民間による日本人の宇宙飛行である。日付は協定世界時(UTC)。
| 出発日 帰還日                       | 氏名               | 搭乗機                                                         | ミッション名                          | 主な目的                                                         | 出身校                                                   | 前職                            | 特記事項 |
| ----------------------------------- | ------------------ | -------------------------------------------------------------- | ------------------------------------- | ---------------------------------------------------------------- | -------------------------------------------------------- | ------------------------------- | --- |
| 1985年1月24日 1985年1月27日         | エリソン・オニヅカ | スペースシャトル ディスカバリー                                | STS-51-C                              | マグナム電子情報衛星打ち上げ                                     | コロラド大学                                             | アメリカ空軍（技術者）          | 日系人初の宇宙飛行 |
| 1986年1月28日 1986年1月28日（殉職） | エリソン・オニヅカ | スペースシャトル チャレンジャー                                | STS-51-L                              | TDRS-B衛星打ち上げ                                               |                                                          |                                 | 日系人初の2回目の宇宙飛行 日系人初の宇宙飛行における殉職（チャレンジャー号爆発事故）                                                     |
| 1990年12月2日 1990年12月10日        | 秋山豊寛           | ソユーズ TM-11（往路） ソユーズ TM-10（復路）                  | TBS宇宙プロジェクト                   | 報道、番組製作                                                   | 国際基督教大学教養学部                                   | TBS記者                         | 日本人初の宇宙飛行 日本人初のソユーズ搭乗 世界初の商業宇宙飛行                                                                           |
| 1992年9月12日 1992年9月20日         | 毛利衛             | スペースシャトル エンデバー                                    | STS-47、ふわっと92                    | 微小重力実験                                                     | 北海道大学理学部 北海道大学大学院 フリンダース大学大学院 | 北海道大学工学部助教授          | 日本人初のスペースシャトル搭乗 |
| 1994年7月8日 1994年7月23日          | 向井千秋           | スペースシャトル コロンビア                                    | STS-65、IML-2                         | 微小重力実験                                                     | 慶應義塾大学医学部                                       | 慶應義塾大学病院外科医          | 日本人女性初の宇宙飛行 女性の宇宙最長滞在記録（当時）                                                                                    |
| 1996年1月11日 1996年1月20日         | 若田光一           | スペースシャトル エンデバー                                    | STS-72                                | SFU捕獲                                                          | 九州大学工学部 九州大学大学院                            | 日本航空（技術者）              | 日本人初のミッションスペシャリスト、ロボットアーム操作                                                                                   |
| 1997年11月19日 1997年12月5日        | 土井隆雄           | スペースシャトル コロンビア                                    | STS-87                                | 微小重力実験                                                     | 東京大学工学部 東京大学大学院                            | 宇宙科学研究所研究生 NASA研究員 | 日本人初の船外活動 |
| 1998年10月29日 1998年11月7日        | 向井千秋           | スペースシャトル ディスカバリー                                | STS-95                                | 微小重力実験                                                     |                                                          |                                 | 日本人初の2回目の宇宙飛行 |
| 2000年2月11日 2000年2月22日         | 毛利衛             | スペースシャトル エンデバー                                    | STS-99、SRTM                          | 地球全体の標高測量                                               |                                                          |                                 | |
| 2000年10月11日 2000年10月24日       | 若田光一           | スペースシャトル ディスカバリー                                | STS-92、3A                            | ISS組立                                                          |                                                          |                                 | 日本人初のISS組立ミッション |
| 2001年12月5日 2001年12月17日        | ダニエル・タニ     | スペースシャトル エンデバー                                    | STS-108、UF-1                         | ISS補給利用フライト                                              | マサチューセッツ工科大学 マサチューセッツ工科大学大学院  | 技術者                          | 船外活動 |
| 2005年7月26日 2005年8月9日          | 野口聡一           | スペースシャトル ディスカバリー                                | STS-114                               | シャトル試験飛行、 ISS補給利用フライト                           | 東京大学工学部 東京大学大学院                            | IHI技術者                       | 船外活動3回（20時間5分） |
| 2007年10月23日 2008年2月20日        | ダニエル・タニ     | スペースシャトル ディスカバリー（往路） アトランティス（復路） | STS-120（往路） STS-122（復路）       | 第16次長期滞在                                                   |                                                          |                                 | 日系人初のISS長期滞在 |
| 2008年3月11日 2008年3月27日         | 土井隆雄           | スペースシャトル エンデバー                                    | STS-123、1J/A                         | ISS組立                                                          |                                                          |                                 | きぼう船内保管室打ち上げ |
| 2008年5月31日 2008年6月14日         | 星出彰彦           | スペースシャトル ディスカバリー                                | STS-124、1J                           | ISS組立                                                          | 慶應義塾大学理工学部 ヒューストン大学大学院              | 宇宙開発事業団                  | きぼう船内実験室、ロボットアーム打ち上げ                                                                                                 |
| 2009年3月15日 2009年7月15日         | 若田光一           | スペースシャトル ディスカバリー（往路） エンデバー（復路）     | STS-119（往路） STS-127、2J/A（復路） | 第18次長期滞在 第19次長期滞在 第20次長期滞在 ISS組立、運用、利用 |                                                          |                                 | 日本人初のISS長期滞在(4ヶ月半) 日本人初の3回目の宇宙飛行 きぼう船外実験プラットフォーム打ち上げ、きぼう完成                              |
| 2009年12月20日 2010年6月2日         | 野口聡一           | ソユーズ（往復とも）                                           | TMA-17                                | 第22次長期滞在 第23次長期滞在 ISS運用、利用                      |                                                          |                                 | 日本人初のソユーズによるISS長期滞在 日本人初の宇宙船の操縦業務                                                                           |
| 2010年4月5日 2010年4月20日          | 山崎直子           | スペースシャトル ディスカバリー                                | STS-131、19A                          | ISS組立、補給                                                    | 東京大学工学部 東京大学大学院                            | 宇宙開発事業団                  | 初の日本人2名同時飛行（ISSに野口飛行士が滞在中のため） 日本人最後のスペースシャトル搭乗                                                  |
| 2011年6月7日 2011年11月22日         | 古川聡             | ソユーズ（往復とも）                                           | TMA-02M                               | 第28次長期滞在 第29次長期滞在 ISS運用、利用                      | 東京大学医学部                                           | 消化器外科医                    | 帰還時点で日本人の宇宙滞在時間がアメリカとロシアについで第3位になった。                                                                  |
| 2012年7月15日 2012年11月19日        | 星出彰彦           | ソユーズ（往復とも）                                           | TMA-05M                               | 第32次長期滞在 第33次長期滞在 ISS運用、利用                      |                                                          |                                 | 船外活動3回（日本人最長の通算21時間23分） 船外活動終了時点で、ISSでの日本人の船外活動時間が米露に続く3位となる 初のCubeSat放出ミッション |
| 2013年11月7日 2014年5月14日         | 若田光一           | ソユーズ（往復とも）                                           | TMA-11M                               | 第38次長期滞在 第39次長期滞在 ISS運用、利用                      |                                                          |                                 | 日本人初のISSコマンダー就任（第39次長期滞在時） 日本人初の4回目の宇宙飛行 日本人初の2回目のISS長期滞在 CubeSat放出ミッション             |
| 2015年7月23日 2015年12月11日        | 油井亀美也         | ソユーズ（往復とも）                                           | TMA-17M                               | 第44次長期滞在 第45次長期滞在 ISS運用、利用                      | 防衛大学校理工学専攻                                     | 航空自衛隊自衛官（操縦士）      | 自衛官初の宇宙飛行士 CubeSat放出ミッション                                                                                               |
| 2016年7月7日 2016年10月30日         | 大西卓哉           | ソユーズ（往復とも）                                           | MS-01                                 | 第48次長期滞在 第49次長期滞在 ISS運用、利用                      | 東京大学工学部                                           | 全日本空輸（操縦士）            | |
| 2017年12月17日 2018年6月3日         | 金井宣茂           | ソユーズ（往復とも）                                           | MS-07                                 | 第54次長期滞在 第55次長期滞在 ISS運用、利用                      | 防衛医科大学校医学科                                     | 海上自衛隊自衛官（医官） 外科医 | CubeSat放出ミッション |
| 2020年11月16日 2021年5月2日         | 野口聡一           | クルードラゴン レジリエンス（往復とも）                        | Crew-1                                | 第64次長期滞在 第65次長期滞在 ISS運用、利用                      |                                                          |                                 | 日本人初のクルードラゴン搭乗 日本人初の3種類の宇宙船に搭乗 CubeSat放出ミッション                                                         |
| 2021年4月23日 2021年11月9日         | 星出彰彦           | クルードラゴン エンデバー（往復とも）                          | Crew-2                                | 第65次長期滞在 第66次長期滞在 ISS運用、利用                      |                                                          |                                 | 日本人2人目のISSコマンダー就任（第65次長期滞在時） CubeSat放出ミッション                                                                 |
| 2021年12月8日 2021年12月20日        | 前澤友作           | ソユーズ（往復とも）                                           | MS-20                                 | 宇宙旅行                                                         | 早稲田実業学校高等部                                     | 実業家                          | 日本人初のISS宇宙旅行者 日本人初の同一ミッションによる2名同時飛行                                                                        |
| 2021年12月8日 2021年12月20日        | 平野陽三           | ソユーズ（往復とも）                                           | MS-20                                 | 宇宙旅行                                                         | 京都府立大学                                             | 実業家                          | 日本人初のISS宇宙旅行者 日本人初の同一ミッションによる2名同時飛行                                                                        |
| 2022年10月5日 2023年3月12日         | 若田光一           | クルードラゴン エンデュランス（往復とも）                      | Crew-5                                | 第68次長期滞在 ISS運用、利用                                     |                                                          |                                 | CubeSat放出ミッション |

### 飛行中
| 出発日 帰還日               | 氏名   | 搭乗機                                    | ミッション名 | 主な目的                                    | 特記事項 |
| --------------------------- | ------ | ----------------------------------------- | ------------ | ------------------------------------------- | -------- |
| 2023年8月26日 2024年3月12日 | 古川聡 | クルードラゴン エンデュランス（往復とも） | Crew-7       | 第69次長期滞在 第70次長期滞在 ISS運用、利用 |          |

### 予定
| 出発日 帰還日 | 氏名       | 搭乗機                                      | ミッション名 | 主な目的      | 特記事項 |
| ------------- | ---------- | ------------------------------------------- | ------------ | ------------- | -------- |
| 2025年予定    | 油井亀美也 | クルードラゴンorスターライナー （往復とも） |              | ISS運用、利用 |          |
| 2025年予定    | 大西卓哉   | クルードラゴンorスターライナー （往復とも） |              | ISS運用、利用 |          |

日本の公的宇宙機関による宇宙飛行
ISSは2024年まで運用されることが決定しており、日本人宇宙飛行士の飛行も2020年までは決定している。一方、NASAは有人小惑星探査や月面開発、有人火星飛行を目標に掲げており、欧州もこの歩調に合わせており、JAXAも月面開発への参加を具体的な計画はないながらも一応は掲げていることから、欧米のプロジェクトに日本人宇宙飛行士が参加する可能性がある。
日本独自の有人宇宙飛行手段としては、H3ロケットやHTV-X発展型を将来的に有人宇宙飛行に活用する構想があるが、2015年時点では有人宇宙飛行に関する具体的な長期的戦略は存在しない状況にある。